# 소셜 쇼핑
소셜 쇼핑(social shopping)은 쇼핑을 하는 사람들의 친구들이 쇼핑 경험에 참여하는 전자 상거래의 한 방식이다. 친구들과 쇼핑 아이디어를 나눌 수 있게 하는 사이트를 말한다.

## 같이 보기
- 소셜 커머스
- 웹 2.0